# Ottmar Premstaller

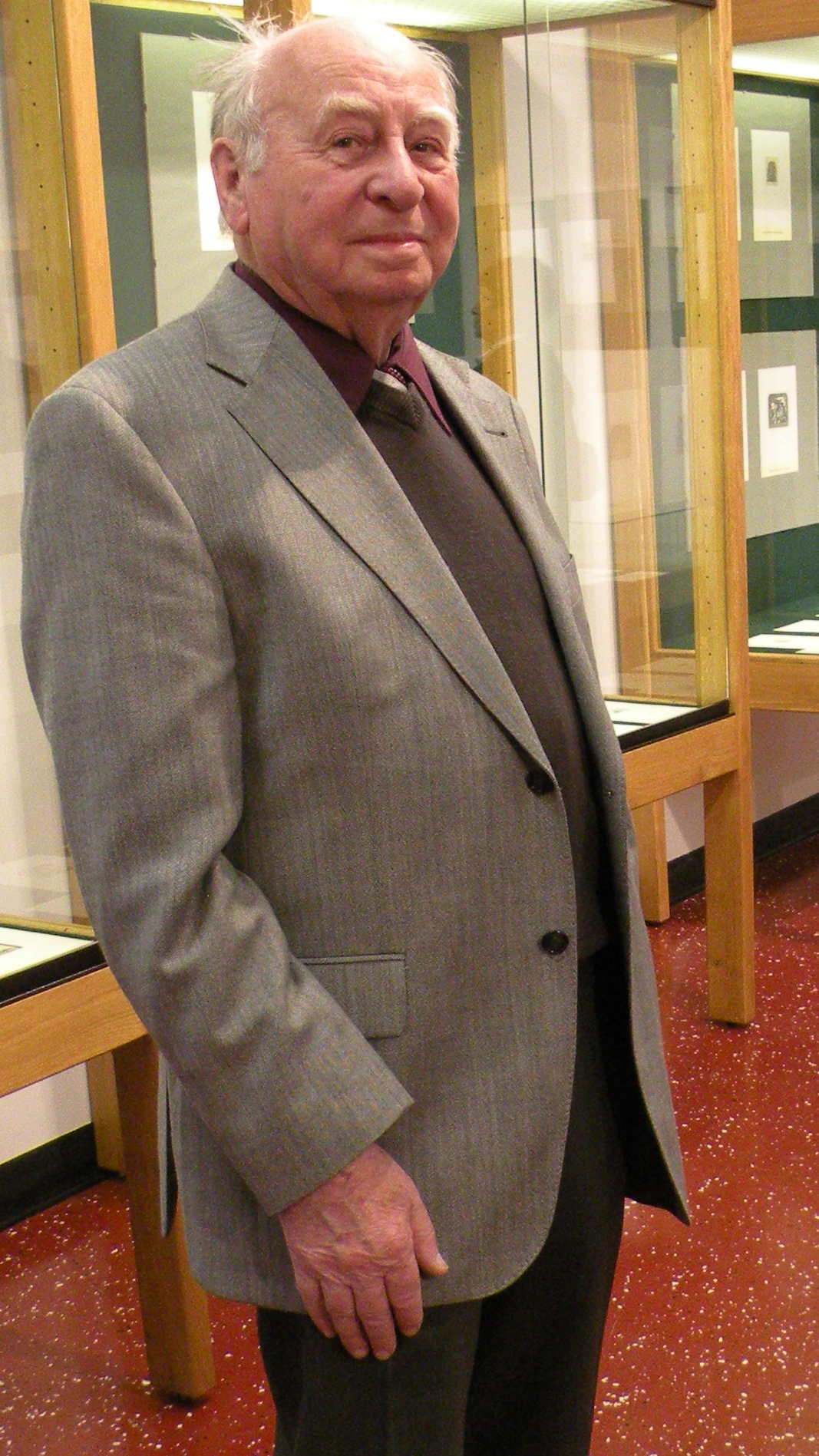
Ottmar Premstaller bei der Eröffnung einer Exlibris Ausstellung im Stadt- und Heimatmuseum Perg im Mai 2011

Ottmar Premstaller (* 25. Januar 1927 in Unterweißenbach; † 18. März 2018 in Linz) war ein oberösterreichischer, in St. Georgen an der Gusen wohnhafter, pensionierter Tierarzt, Kalligraph, Grafiker, Exlibris-Experte und Verleger.

## Leben
Ottmar Premstaller besuchte das Realgymnasium in Linz, studierte von 1947 bis 1953 Veterinärmedizin an der Tierärztlichen Hochschule in Wien und belegte Abendkurse in Schriftgestaltung bei O. Binder in Linz. Sein erstes Exlibris (Bucheignerzeichen) arbeitete er 1946.
Seit damals ist er neben seiner zwischen 1953 und 1988 ausgeübten beruflichen Tätigkeit als praktischer Tierarzt in St. Georgen an der Gusen dem Exlibris und der Buchkunst eng verbunden als Künstler, Sammler, Mitglied und von 1993 bis 2002 auch Vorsitzender der Österreichischen Exlibris-Gesellschaft. 2002 war er auch Präsident des internationalen Dachverbandes der Exlibris-Gesellschaften, die Menschen über alle Sprach-, Kultur- und Mentalitätsunterschiede hinweg in ihrer Begeisterung für die kleinen Kunstwerke verbinden. Jahrelang war er Gestalter der Jahrbücher der österreichischen Exlibris-Gesellschaft, die ihn schließlich zu ihrem bislang einzigen Ehrenpräsidenten ernannte.
Bis zu seinem 80. Geburtstag umfasst sein gebrauchsgrafisches Werk 1066 Exlibris und Grafiken sowie 187 Bücher, vorwiegend im Holz- und Linolschnitt. Sein 2003 entworfenes Eigenblatt ist Ausdruck seiner intensiven Beschäftigung als Künstler und Verleger mit dem geschriebenen/gesetzten Wort. Er hinterlegt den in der Bibel überlieferten Turm zu Babel mit dem Anfang des Johannesevangeliums und regt damit den Betrachter zu einer Vielzahl von Fragen zur Entstehung und Entwicklungsgeschichte von Sprache und Schrift, aber auch zu Möglichkeiten und Grenzen von geglückter Kommunikation an.
In der Exlibris-Welt gilt Premstaler als große Persönlichkeit als Sammler, langjähriger Motor und Präsident der Österreichischen Exlibris-Gesellschaft, als Organisator von Tagungen, Kongressen und Ausstellungen, als Künstler, der eine Vielzahl buchgerechter Exlibris und bibliophiler Bücher geschaffen hat.

## Kleingrafik
Premstaller lernte die Kleingrafik durch die von Bruno Brehm herausgegebene Kulturzeitschrift „Der getreue Eckart“ während des Zweiten Weltkrieges kennen und fand so einen idealen Ausgleich zu seiner oft schweren körperlichen Arbeit als Landtierarzt.
Seit 1947 beschäftigte er sich mit der Anfertigung von Druckvorlagen, die er in Langholz, Linol und auf Anregung eines tschechischen Freundes in den Fußbodenbelag Thelon teilweise mangels geeigneter Werkzeuge mit zurechtgebrochenen Rasierklingen schnitt.
Premstallers Werkesammlung aller Schnitte beträgt mehr als 1200 Arbeiten, wobei die Schrift und das Schriftbild fast immer Grundlage und Mittelpunkt seiner Entwürfe ist, ergänzt, wenn es wunschgemäß gelingt durch das Bildnerische im Stil wie geschrieben, meist linear.

## St. Georgs-Presse
Eine wesentliche Erweiterung seines Arbeitsgebietes ergab sich für Premstaller durch den Kauf einer alten Tiegeldruckpresse und damit verwendbarer Lettern aus Blei. Er begründete die St. Georgs-Presse, einen Kleinverlag, der sich auf kleine Auflagen beschränkt. Zu Beginn entstanden Blockbücher, später im Handsatz gefertigte Ausgaben, meist in Zusammenarbeit mit Autoren und Grafikern. Meist wurde eine Auflage von 200 Stück hergestellt, wobei er die nötigen Fertigkeiten wie setzen, drucken und binden autodidaktisch durch intensive Beschäftigung erlernte.

## Exlibris – Kleingrafik-Sammlung
Die Sammlung kleingraphischer Werke über einen Zeitraum von mehr als sechs Jahrzehnten ergibt ein getreues Bild der Entwicklung des Exlibris in der Zeit nach dem Zweiten Weltkrieg wieder. Viele der Künstler kannte Premstaller persönlich und einige zählten zu seinen Freunden, die ihm über schwere Zeiten hinweg halfen. 506 Blätter wurden von anderen für ihn angefertigt.
Premstaller war ehrenamtlicher Mitarbeiter und Mitglied des Fördervereins des 1992 gegründeten Schrift- und Heimatmuseums „Bartlhaus“ in Pettenbach und seit 1993 Betreuer des dortigen Exlibris-Kabinetts. 2010 war die Jahresausstellung des Museums seinem Wirken gewidmet.

## Werke
- als Hrsg.: Österreichische Schriftexlibris. St. Georgs-Presse, 1982.
- Toni Hofer. 1. Auflage. St.  Georgs-Presse, 1983.
- Otto Feil. 1984.
- als Redakteur: Österreichisches Jahrbuch für Ex Libris und Gebrauchsgrafik. diverse Jahrgänge zwischen 1984 und 1999.
- Das Exlibris in Oberösterreich heute. In: Oberösterreichische Heimatblätter. 48. Jahrgang, Heft 3, 1994, S. 215ff, ooegeschichte.at [PDF]
- Gerhard Brandl, Ottmar Premstaller: Erich Schöner, ein Exlibriskünstler aus der Wachau. Bildband. Österreichische Exlibris-Gesellschaft, Wien 1998.
- Karlgeorg Hoefer: Spitzpinsel-Alphabete nach Entwürfen von Karlgeorg Hoefer von Ottmar Premstaller in Linol geschnitten. Bildband. St. Georgs-Presse, 2000.
- Ex Libris von Birgit Göbel. Krippensammlung. 2002.
- Hier ist der Wein eingesperrt. St. Georgs-Presse, 2006.
- Weinwächter Presshaustüren. St. Georgs-Presse, 2006.
- Max Kislinger. 2007.
- Engel. St. Georgs-Presse, 2008.

## Verlagstätigkeit
- Christoph Janacs, Buchpublikatienen von 1998 bis 2008 (u. a. Templo Mayor, Brunnennacht, Meteoriten, Unverwandt den Schatten, Nachtwache, Oberplan, Eulen)

## Auszeichnungen
- Walter-von-zur-Westen-Medaille der Deutschen Exlibris-Gesellschaft (1995)
- Kulturpreisträger der Marktgemeinde St. Georgen an der Gusen (1999)
- Ehrung durch die Internationale Exlibris-Vereinigung (2004)